# Mercado de la darknet
Un mercado de la darknet o criptomercado es un mercado en línea que opera fuera de la Internet abierta, en la darknet. Básicamente, dichas plataformas, dado que en su mayoría son mercados negros ilegales, se implementan como servicios de encaminamiento cebolla como Tor o I2P.

## Descripción general
El único curso legal en estos mercados son las criptomonedas como Bitcoin o Monero. Los mercados de la darknet se hicieron conocidos por un público más amplio principalmente a través del ascenso y caída de Silk Road.
Si bien todos los mercados principales representan plataformas de comercio electrónico completamente desarrolladas y, por lo tanto, actúan como terceros para compradores y vendedores, algunas ofertas se limitan a una función como portal o foro de clasificados y simplemente ofrecen una opción de contacto entre las partes involucradas. Hay que distinguir entre mercados y simples tiendas de comerciantes, que por ejemplo también operan en la clearnet (internet abierta). 
Los productos comercializados son principalmente drogas ilegales y diversos bienes digitales (por ejemplo, cuentas prémium y libros electrónicos), pero en algunas plataformas también dinero falsificado, documentos de identidad y tarjetas de crédito falsos, así como armas y pornografía infantil.

## Origen e historia
Aunque el comercio en línea en la darknet recién comenzó alrededor de 2011, los productos ilegales estuvieron entre los primeros productos que se comercializaron a través de Internet cuando los estudiantes de la Universidad Stanford y el Instituto de Tecnología de Massachusetts utilizaron ARPANET para coordinar la compra de cannabis a principios de los años 1970. A finales de la década de 1980, grupos de noticias como alt.drugs se convirtieron en centros en línea de debate e información sobre drogas; Sin embargo, todas las transacciones relacionadas se realizaron totalmente fuera del sitio web, directamente entre individuos. En 1993 se anunció BlackNet, un remailer anónimo y encriptado que quería ofrecer bienes e información de todo tipo para el comercio.
Con el lanzamiento de la primera versión de Tor desarrollado por el Laboratorio de Investigación Naval de Estados Unidos – un software peer-to-peer que oculta las direcciones IP de los usuarios para garantizar el anonimato – en septiembre de 2002, la darknet en su forma actual se hizo posible por primera vez. En sus primeras etapas, recordaba a la Internet rudimentaria de principios de los años 1990 y era utilizada principalmente por expertos en informática y un núcleo duro de delincuentes.
Esto cambió cuando la primera encarnación de Silk Road se puso en línea en febrero de 2011; El operador promocionó abiertamente la plataforma como «Amazon para drogas». Dos años y medio después, las autoridades lograron confiscar el mercado, pero éste volvió a funcionar apenas un mes después con el nombre de Silk Road 2.0. Poco después, en noviembre de 2013, Bitcoins por valor de 6 millones de dólares estadounidenses fueron robados de la plataforma competidora Sheep Marketplace mediante un hackeo de software, lo que provocó el cierre del mercado. Esto más tarde resultó ser un fraude a gran escala por parte de los operadores del mercado. El cierre de Sheep Marketplace provocó una enorme afluencia de nuevos usuarios a su competidor Black Market Reloaded, que luego también cerró debido a la falta de capacidad suficiente.
El hackeo de Bitcoin de febrero de 2014 anunció la lenta desaparición de Silk Road 2.0. A lo largo del año, Agora y Evolution se convirtieron en los mercados dominantes en la darknet. Finalmente, Silk Road 2.0 fue incautado en noviembre de 2014 durante la Operación Onymous, llevada a cabo por el FBI y Europol, entre otros, y su operador fue arrestado.
En lo que posiblemente fue la estafa de salida más grande en la historia de los mercados de la darknet, Evolution fue cerrada en marzo siguiente por operadores que operaban bajo los seudónimos Verto y Kimble y todos los fondos de depósito en garantía fueron robados. Como resultado, hubo una protesta en Reddit a la luz de las enormes sumas de dinero de las que fueron estafados miles de usuarios de la plataforma, que provocaron amenazas públicas por parte de otros (supuestos) participantes. 
Poco después, se hicieron públicos dos casos de importante corrupción gubernamental en el caso Silk Road: en el curso de su misión para infiltrarse en el Silk Road original, el agente de la DEA Carl Mark Force IV y Shaun Bridges, del Servicio Secreto, se habían enriquecido con el equivalente a al menos 1,3 millones de dólares estadounidenses. Fueron acusados de fraude, robo de propiedad pública y lavado de dinero. En octubre de 2015, Force fue sentenciado a 78 meses (más de 6 años) de prisión, Bridges fue sentenciado a 71 meses (casi 6 años) en diciembre.
El sitio de noticias DeepDotWeb informó en mayo de 2016 que el recientemente reactivado mercado Silk Road 3.0 (que sólo comparte su nombre con la plataforma original) había anunciado que donaría una parte de sus ingresos al programa canadiense de apoyo a las adicciones Last Door a partir del 8 de junio. La razón de esto es que el mercado se centra ante todo en la seguridad y la privacidad de sus usuarios en lugar de maximizar las ganancias y apoya constantemente el consumo responsable de drogas y la reducción del daño. 

## Medidas de seguridad y acceso
Para el acceso anónimo a los servicios de la darknet, se utiliza el Tor Browser Bundle junto con una implementación PGP actual (como gpg4usb o GnuPG). Dado que la liberación de la frase de contraseña para dispositivos de almacenamiento de datos cifrados se puede hacer cumplir en países como el Reino Unido, estos o programas similares que no requieren instalación se almacenan en una computadora, por ejemplo, copiando a dispositivos de almacenamiento extraíbles cifrados con VeraCrypt o LUKS / dm-crypt. Dado que los sistemas Windows no pueden comprobarse en busca de puertas traseras debido a su código fuente desconocido, se utilizan sistemas Linux como Ubuntu, Linux Mint, Tails, Whonix o Qubes OS (entre otros en una máquina virtual). Estos ofrecen cifrado parcial o total del sistema durante la instalación.
Por razones de seguridad y anonimato, toda la comunicación dentro de un mercado, en particular la transmisión de direcciones de envío, se realiza mediante encriptación PGP, mediante la cual los mensajes se cifran con la clave pública del destinatario almacenada en el perfil del usuario. En la mayoría de los mercados, los pagos o retiros requieren un PIN de seguridad establecido por el usuario. Además, dado el robo de identidad generalizado en la darknet , se suele utilizar la autenticación de dos factores, mediante la cual, después de introducir el nombre de usuario y la contraseña, se debe descifrar un breve rompecabezas utilizando la propia clave PGP privada.
Un punto débil potencial en la cadena de seguridad es la elección de la dirección de entrega, que se vuelve relevante principalmente en el caso de la elaboración de perfiles de flujos de correo sospechosos por parte de los investigadores, pero también con respecto a los distribuidores de la darknet que almacenan datos de los clientes de forma permanente y posiblemente sin cifrar. Para ocultar su verdadero nombre y lugar de residencia, algunos compradores utilizan, por ejemplo, buzones de correo en direcciones vacías (buzón muerto), recibir correo como lista de correos utilizando una contraseña o alquilar apartados de correos con un nombre falso.
Los Bitcoins no son completamente anónimos, sino simplemente «seudónimos»; Mediante el uso de metadatos, las transacciones se pueden rastrear hasta una dirección de Bitcoin específica. Para eliminar este riesgo existen los llamados mezcladores de Bitcoin, que intentan ocultar el origen mediante pagos aleatorios de un fondo compartido para garantizar la fungibilidad de los Bitcoins (la llamada implementación CoinJoin). También es posible el intercambio de Bitcoins por criptomonedas con firmas de anillo, como Ethereum y Monero, para ocultar el origen.

## Transacción comercial

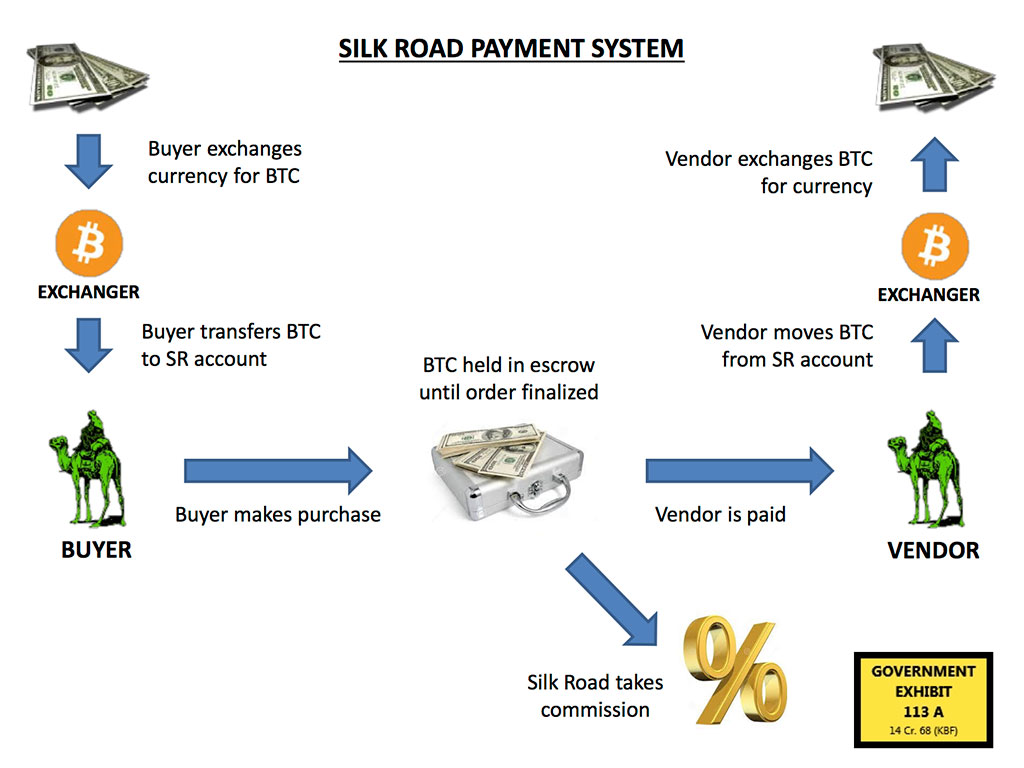
Flujo de caja en una transacción en el mercado de la red oscura; El ejemplo muestra el flujo de dinero del ya desaparecido mercado de la darknet, Silk Road. El creador del diagrama de flujo es el gobierno de los Estados Unidos.

El diseño y la interfaz de usuario de los mercados de la darknet generalmente están diseñados profesionalmente y son similares a los de otros mercados virtuales como eBay o Amazon. En principio, a cada cuenta se le proporciona una billetera digital con una o más direcciones, aunque se pueden generar nuevas direcciones en cualquier momento. Una vez finalizada una compra, el importe a pagar se transfiere al vendedor.
Casi siempre existe un sistema de depósito en garantía donde el monto adeudado se transfiere a la billetera del mercado y solo se paga al vendedor una vez que se ha completado la transacción. Un número cada vez mayor de mercados también admiten el depósito en garantía multifirma, un tipo de extensión criptográfica que dificulta que los pagos se pierdan o sean robados por cualquiera de las partes involucradas.
Los productos comprados pueden ser calificados y/o reseñados, lo que tiene un impacto directo en la reputación del vendedor y crea una base de confianza. También hay siempre disponible un servicio de atención al cliente, por ejemplo para denunciar casos de fraude.

## Actividades de las agencias de aplicación de la ley
Una y otra vez, los organismos encargados de hacer cumplir la ley logran cerrar mercados grandes y pequeños en la red oscura y obtener datos de los usuarios. Una de las mayores de la historia reciente fue la Operación Bayoneta, una operación encubierta multinacional en la que autoridades de Estados Unidos, Europa, Tailandia y Canadá lograron cerrar los mercados de la darknet AlphaBay y Hansa y confiscar datos como direcciones IP, mensajes encriptados con PGP, Bitcoins, contraseñas y otra información «relevante».
El 15 de marzo de 2019, el Consejo Federal alemán aprobó un proyecto de ley diseñado para facilitar las investigaciones contra los operadores de plataformas comerciales ilegales en la darknet. El delito penal de «operación de plataformas comerciales delictivas en Internet» se introdujo en § 127 del Código Penal (StGB).

## Tendencias e impactos del comercio en ladarknet
Se puede observar que, a pesar de las acciones concertadas de las autoridades encargadas de hacer cumplir la ley y del aumento de los casos de fraude, el número de listados de productos ha crecido continuamente desde que se establecieron los mercados y a tasas porcentuales anuales de dos dígitos. Como resultado, el tráfico de drogas en la darknet ha demostrado ser notablemente resistente a las interferencias externas, logrando (a agosto de 2016) un volumen de facturación mensual estable del equivalente a entre 12 y 21 millones de dólares estadounidenses, lo que representa un aumento de tres veces en comparación con 2013. Sin embargo, el tráfico en línea sólo representa una pequeña fracción del tráfico total de drogas, cuyo volumen estimado es de 2000 millones de euros por mes sólo en Europa.
Según un estudio de las Universidades de Montreal y Manchester, el papel de los mercados como mercados mayoristas virtuales puede haber llevado a una reducción de la intimidación y los delitos violentos relacionados con el tráfico de drogas. La misma suposición se hace en un informe del Observatorio Europeo de las Drogas y las Toxicomanías, que también atestigua que las drogas obtenidas en la Darknet son generalmente de mayor pureza que las disponibles en la calle.
Según un estudio de la Universidad de Oslo (2017), el 80 por ciento de los clientes de los mercados de la darknet son hombres, con un buen nivel educativo, expertos en tecnología, de entre 20 y 30 años y consumidores ocasionales. Por otro lado, las personas con «conductas de consumo problemáticas o adictivas» que no pueden esperar varios días la entrega de la droga –o que no cuentan con los recursos técnicos y financieros o las habilidades digitales necesarias– tienen poco acceso.
Una investigación de 109 686 transacciones en el antiguo mercado de la darknet Agora ha demostrado que de un 85 % de todas las transacciones las drogas fueron los productos comercializados con mayor frecuencia, seguidos, muy por detrás, por los servicios (por ejemplo, hacking y dinero) con 2.4 % y falsificaciones (por ejemplo, relojes) con 2,2 %. En Agora rara vez se comerciaba con productos químicos y joyas.

## Estudios académicos
- Dittus, Martin; Wright, Joss; Graham, Mark (2017). Platform Criminalism: The 'Last-Mile' Geography of the Darknet Market Supply Chain.
- Grimani, Aikaterini; Gavine, Anna; Moncur, Wendy (2020). «An evidence synthesis of strategies, enablers and barriers for keeping secrets online regarding the procurement and supply of illicit drugs». International Journal of Drug Policy 75: 102621. doi:10.1016/j.drugpo.2019.102621.
- Dwyer, Andrew C.; Hallett, Joseph et al. (2022). How darknet market users learned to worry more and love PGP: Analysis of security advice on darknet marketplaces.